# Campeonato Mundial de Esgrima de 2009
El LXXI Campeonato Mundial de Esgrima se celebró en Antalya (Turquía) entre el 30 de septiembre y el 8 de octubre de 2009 bajo la organización de la Federación Internacional de Esgrima (FIE) y la Federación Turca de Esgrima.
Las competiciones se realizaron en las instalaciones del Centro de Exposiciones de la ciudad turca.

## Medallistas

### Masculino
| Evento                      | Oro                                                                                | Plata                                                                             | Bronce                                                                                 |
| --------------------------- | ---------------------------------------------------------------------------------- | --------------------------------------------------------------------------------- | -------------------------------------------------------------------------------------- |
| Florete individual (03.10)  | Andrea Baldini · Italia                                                            | Zhu Jun China                                                                     | Peter Joppich · Alemania · Artiom Sedov · Rusia                                        |
| Florete por equipos (06.10) | Andrea Baldini · Stefano Barrera · Andrea Cassarà · Simone Vanni · Italia          | Sebastian Bachmann · Dominik Behr · Peter Joppich · Benjamin Kleibrink · Alemania | Renal Ganeyev · Alexei Jovanski · Artiom Sedov · Alexandr Stukalin · Rusia             |
| Espada individual (04.10)   | Anton Avdeyev · Rusia                                                              | Matteo Tagliariol · Italia                                                        | José Luis Abajo · España · Jérôme Jeannet · Francia                                    |
| Espada por equipos (07.10)  | Gauthier Grumier Jérôme Jeannet Jean-Michel Lucenay Ulrich Robeiri Francia         | Gábor Boczkó · Géza Imre · András Rédli · Péter Somfai · Hungría                  | Krzysztof Mikołajczak · Tomasz Motyka · Adam Wiercioch · Radosław Zawrotniak · Polonia |
| Sable individual (05.10)    | Nicolas Limbach · Alemania                                                         | Rareș Dumitrescu · Rumania                                                        | Tamás Decsi · Hungría · Luigi Tarantino · Italia                                       |
| Sable por equipos (08.10)   | Tiberiu Dolniceanu · Rareș Dumitrescu · Cosmin Hănceanu · Florin Zalomir · Rumania | Aldo Montano · Diego Occhiuzzi · Giampiero Pastore · Luigi Tarantino · Italia     | Tamás Decsi · Nikolász Iliász · Balázs Lontay · Áron Szilágyi · Hungría                |

### Femenino
| Evento                      | Oro                                                                                               | Plata                                                                                    | Bronce                                                                             |
| --------------------------- | ------------------------------------------------------------------------------------------------- | ---------------------------------------------------------------------------------------- | ---------------------------------------------------------------------------------- |
| Florete individual (04.10)  | Aida Shanayeva · Rusia                                                                            | Jeon Hee-Sook Corea del Sur                                                              | Elisa Di Francisca · Italia · Arianna Errigo · Italia                              |
| Florete por equipos (07.10) | Elisa Di Francisca · Arianna Errigo · Margherita Granbassi · Valentina Vezzali · Italia           | Yuliya Biriukova · Kamila Gafurzianova · Larisa Korobeinikova · Aida Shanayeva · Rusia   | Maria Bartkowski · Carolin Golubytskyi · Anja Schache · Katja Wächter · Alemania   |
| Espada individual (05.10)   | Liubov Shutova · Rusia                                                                            | Sherraine Schalm · Canadá                                                                | Anfisa Pochkalova · Ucrania · Sonja Tol · Países Bajos                             |
| Espada por equipos (08.10)  | Cristiana Cascioli · Bianca Del Carretto · Nathalie Moellhausen · Francesca Quondamcarlo · Italia | Małgorzata Bereza · Danuta Dmowska-Andrzejuk · Ewa Nelip · Magdalena Piekarska · Polonia | Imke Duplitzer · Britta Heidemann · Marijana Marković · Monika Sozanska · Alemania |
| Sable individual (03.10)    | Mariel Zagunis Estados Unidos                                                                     | Olha Jarlan · Ucrania                                                                    | Orsolya Nagy · Hungría · Carole Vergne · Francia                                   |
| Sable por equipos (06.10)   | Olha Jarlan · Olena Jomrova · Halyna Pundyk · Olha Zhovnir · Ucrania                              | Cécilia Berder Solène Mary Léonore Perrus Carole Vergne Francia                          | Bao Yingying Chen Xiaodong Li Fei Ni Hong China                                    |

## Medallero
| Núm. | País           | Oro | Plata | Bronce | Total |
| ---- | -------------- | --- | ----- | ------ | ----- |
| 1    | Italia         | 4   | 2     | 3      | 9     |
| 2    | Rusia          | 3   | 1     | 2      | 6     |
| 3    | Alemania       | 1   | 1     | 3      | 5     |
| 4    | Francia        | 1   | 1     | 2      | 4     |
| 5    | Ucrania        | 1   | 1     | 1      | 3     |
| 6    | Rumania        | 1   | 1     | 0      | 2     |
| 7    | Estados Unidos | 1   | 0     | 0      | 1     |
| 8    | Hungría        | 0   | 1     | 3      | 4     |
| 9    | China          | 0   | 1     | 1      | 2     |
| 9    | Polonia        | 0   | 1     | 1      | 2     |
| 11   | Canadá         | 0   | 1     | 0      | 1     |
| 11   | Corea del Sur  | 0   | 1     | 0      | 1     |
| 13   | España         | 0   | 0     | 1      | 1     |
| 13   | Países Bajos   | 0   | 0     | 1      | 1     |
|      | TOTAL          | 12  | 12    | 18     | 42    |